# Csebény
Csebény es un pueblo ubicado en el distrito de Szigetvár, en el condado de Baranya, Hungría.

## Superficie
Posee una superficie de 3,760 kilómetros cuadrados.

## Demografía
Hasta 2023 la población era de 76 habitantes, con una densidad de población de 20,21 habitantes por kilómetro cuadrado.